# Engomer
Engomer (Okzitanisch: Angomèr) ist eine französische Gemeinde mit 314 Einwohnern (Stand: 1. Januar 2022) im Département Ariège in der Region Okzitanien; sie gehört zum Arrondissement Saint-Girons, zum Gemeindeverband Couserans-Pyrénées und zum Kanton Couserans Ouest. Die Einwohner werden Engomerois/Engomeroises genannt.

## Geografie
Engomer liegt rund 80 Kilometer südsüdwestlich der Stadt Toulouse im Westen des Départements Ariège. Die Gemeinde besteht aus dem Dorf Engomer, den Weilern Astien, Douns, Loutrein und Vignau, Streusiedlungen und Einzelgehöften. Douns, Engomer und Vignau liegen am Fluss Lez. Engomer liegt innerhalb des Regionalen Naturparks Pyrénées Ariégeoises. Weite Teile der Gemeinde sind Bergland und bewaldet. Verkehrstechnisch liegt die Gemeinde an der D618 fernab von bedeutenden überregionalen Verkehrsverbindungen.
Umgeben wird Engomer von den Nachbargemeinden Moulis im Nordosten und Osten, Castillon-en-Couserans Südosten und Süden, Cescau im Südwesten und Westen sowie Balaguères im Westen und Nordwesten.

## Geschichte
Im Mittelalter lag der Ort innerhalb der Provinz Couserans, die wiederum ein Teil der Provinz Gascogne war. Die Gemeinde gehörte von 1793 bis 1801 zum District Saint-Girons. Zudem lag Engomer von 1793 bis 1801 und von 1806 bis 2015 innerhalb des Kantons Castillon-en-Couserans. Von 1801 bis 1806 war sie Teil des Kantons Saint-Girons. Die Gemeinde ist seit 1801 dem Arrondissement Saint-Girons zugeteilt. Die Gemeinde Engomer entstand in ihrer heutigen Form zwischen 1790 und 1794 durch die Vereinigung der bisherigen Gemeinden Astien und Engomer.

## Bevölkerungsentwicklung
| Jahr                       | 1962 | 1968 | 1975 | 1982 | 1990 | 1999 | 2006 | 2019 |
| Einwohner                  | 366  | 326  | 318  | 321  | 293  | 257  | 273  | 304  |
| Quellen: Cassini und INSEE |      |      |      |      |      |      |      |      |

## Sehenswürdigkeiten
- Kirche Saint-Saturnin in Engomer aus dem 19. Jahrhundert
- Kapelle Saint-Michel in Loutrein aus dem 15. Jahrhundert, seit 1995 als Monument historique ausgewiesen[1]
- Denkmal für die Gefallenen[2]
- zwei Wegkreuze
- alte Wassermühle